# Motograter
Motograter (Мотоґре́йтер) — американський метал-гурт, утворений 1995 року в Сан-Антоніо. Особливістю гурту є використання саморобного інструменту «мотоґрейтеру» — складений із промислового кабелю та шматків гітари, він видає дуже глибокі басові звуки (щось середнє між гітарою, клавішними та ударними). Перед виступами музиканти розмальовують свої тіла деревним вугіллям.

## Учасники
Теперішні
- Майлон Ґай (Mylon Guy) — бас-гітара (з 2008)
- Метт «Nuke» Ньюнс (Matt Nunes) — гітара (2002—2003, 2006, з 2008)
- Марк Нослер (Mark Nosler) — мотоґрейтер (з 2009)
- Тайлер Гол (Tyler Hole) — гітара (з 2008)
- Джеремі «Twitch» Шеллер (Jeremy Scheller) — ударні (з 2008)
- Майкл «Angel» Вудрафф (Michael Woodruff) — спів (з 2008)

Колишні
- Кріс «Crispy» Біннс (Chris Binns) — ударні (1995—2005, 2006)
- Брюс «Grater» Батлер (Bruce Butler) — мотоґрейтер (1995—2005, 2006, 2008—2009)
- Іван «Ghost» Муді (Ivan Moody) — спів (2002—2005, 2006)
- Ті Фарі (Ty Fury) — гітара (2003—2004)
- Нейл Ґодфрі (Neil Godfrey) — гітара (2001—2002)
- Ерік Ґонсалес (Eric Gonzales) — електроніка/семпли (2000—2002)
- JR — гітара (2003—2005, 2006)
- Джої «Smur» Кшивонський (Joey Krzywonski) — перкусія (1995—2005)
- Аарон «A-Bomb» (Aaron) — гітара (2004—2005)
- Зак «The Waz» Вард (Zak Ward) — спів (1995—2002) електроніка/семпли (2003—2004)

## Дискографія

### Студійні альбоми
- 2003 — Motograter
- 2017 — Desolation

### Міні-альбоми
- 1998 — Hugh Chardon
- 2000 — Indy
- 2009 — Pre-Release

### Синґли
- 2003 — Suffocate
- 2003 — Down
- 2004 — No Name